# Guido Angeli
Guido Angeli (Pescia, 14 marzo 1931 – Firenze, 21 luglio 2008) è stato un personaggio televisivo italiano, molto noto negli anni ottanta soprattutto per l'uso dell'espressione «Provare per credere!».

## Biografia

### Le prime apparizioni televisive
Iniziò a lavorare nel 1983 su Rete A dell'editore Alberto Peruzzo presentando una rubrica dedicata all'oroscopo, e nel 1985 ha presentato la trasmissione televisiva Accendi un'amica.

### Il successo e la collaborazione con Giorgio Aiazzone
Nel 1985 diviene il testimonial ufficiale del mobilificio Aiazzone, e nel 1986 realizzò il 45 giri Provare per credere, mentre l'anno successivo fu protagonista del film Provare per credere accanto a Tinì Cansino e Pamela Prati. Angeli fu oggetto, per la sua notorietà, anche di una parodia fissa nel varietà comico Drive In. Negli anni ottanta Italia 1 dedica un programma alle televisioni locali, il cui titolo fu Isole comprese, in omaggio al motto del mobilificio Aiazzone, reso celebre dagli spot di Guido Angeli.
Angeli condusse anche la trasmissione in memoria di Giorgio Aiazzone, scomparso nel 1986 in un incidente aereo nei cieli di Sartirana Lomellina: una veglia televisiva in due serate (la seconda delle quali condotta da Wanna Marchi) che costituisce pressoché un unicum nella storia televisiva italiana. Nella trasmissione Wanna Marchi e Guido Angeli si rivolgono direttamente dando del "tu" al defunto, esortandolo a dar loro la forza di continuare il loro lavoro. Il tutto mentre il cameraman inquadra la scrivania del defunto con un raggio di luce rivolto verso l'alto. L'episodio, per la sua particolarità, è stato oggetto del resoconto del critico televisivo Aldo Grasso, nel libro Il bel paese della tv.
Nel 1989 Angeli diventa testimonial dello spot del mobilificio Semeraro, già concorrente della Aiazzone di Biella. Nel 1992 lascia la rete di Peruzzo passando a Rete Mia di Giorgio Mendella, per condurre il contenitore del mattino Casa mia, assieme ad Amedeo Gagliardi, che intrattiene il pubblico cantando brani evergreen. Dal 1994 al 1998 è testimonial fisso del mobilificio Artigian Style. Nel 1999 torna a far parte della Aiazzone. Nel 2002 passa su Tv Set, conducendo una trasmissione che si occupava di astronomia.

### Gli ultimi anni e la morte
Dalla metà degli anni novanta è ospite di diverse trasmissioni in onda su varie reti televisive commerciali italiane, e invitato a partecipare ad alcune trasmissioni quali Quelli che... il calcio, Meteore, Sembra ieri. Nella puntata di Matrix del 3 novembre 2006, annuncia il suo ritiro dalla televisione. Guido Angeli muore nel 2008.

## Citazioni e omaggi
- Guido Angeli venne imitato dalla popolare attrice e presentatrice Loretta Goggi.

## Filmografia
- Prima della lunga notte (L'ebreo fascista), regia di Franco Molè (1980)
- Provare per credere, regia di Sergio Martino – film TV (1987)

## Discografia

### Singoli
- 1986 – Provare per credere